# Ohnhorst
Ohnhorst ist ein Ortsteil der Gemeinde Meine mit rund 100 Einwohnern. Ohnhorst befindet sich in der Samtgemeinde Papenteich des Landkreises Gifhorn (Niedersachsen). Häufig wird Ohnhorst zusammen mit Gravenhorst genannt, was an der mit nur etwa 300 m sehr geringen Entfernung liegt.

## Geografie

### Geografische Lage
Ohnhorst liegt etwa 4 km östlich der B4 (bei Rötgesbüttel) zwischen dem Harz und der Lüneburger Heide, nur etwa 13 km nördlich vom Stadtrand Braunschweigs und dem Autobahnkreuz Braunschweig-Nord (A2 / A391). Weitere größere Städte in der Nähe sind: Wolfsburg, Salzgitter, Wolfenbüttel, Gifhorn, Peine und Celle.
Zwischen Ohnhorst und Gravenhorst fließt der Bach Gravenhorster Riede in Richtung Isenbüttel.
Schulen, Gemeindeverwaltung, Kirchen, Ärzte, Geschäfte und weitere Infrastruktur für den Bedarf der Ohnhorster befinden sich in Meine.

### Nachbargemeinden/-städte
|                              | Stadt Gifhorn (12 km)      |                                |  |                         |
| Gemeinde Rötgesbüttel (3 km) | OT Gravenhorst (300 m)     | Samtgemeinde Isenbüttel (6 km) |  |                         |
|                              |                            | Gemeinde Wasbüttel (2 km)      |  | Stadt Wolfsburg (17 km) |
| OT Meine (4 km)              |                            | OT Wedelheine (4 km)           |  |                         |
|                              |                            |                                |  |                         |
|                              | Stadt Braunschweig (20 km) |                                |  |                         |

### Bevölkerung
| Jahr | Einwohner |  | Jahr | Einwohner |
| ---- | --------- |  | ---- | --------- |
| 1912 | 108       |  | 1961 | 146       |
| 1925 | 121       |  | 1970 | 89        |
| 1933 | 116       |  | 1980 | 76        |
| 1939 | 102       |  | 1990 | 101       |
| 1950 | 215       |  | 2000 | 91        |

Die Bevölkerungsentwicklung in historischer Zeit ist für Ohnhorst unabhängig von der Gemeinde Meine belegt. Seit der Eingemeindung und der Gründung der Samtgemeinde 1974 wurde die Einwohnerentwicklung für den Ort Ohnhorst von der Samtgemeinde Papenteich dokumentiert. Zum 31. Dezember 2006 hatte Ohnhorst 90 Einwohner.

## Geschichte
Ohnhorst wurde erstmals im Jahr 1007 urkundlich erwähnt. Die Urkunde König Heinrichs II. erwähnt neben Ohnhorst u. a. noch erstmals die Orte Meine, Eickhorst sowie Ribbesbüttel. Es wird vermutet, dass die Besiedlung, sowohl in Ohnhorst als auch in Gravenhorst, im 10. Jahrhundert einsetzte. Dies ist der Zeitraum, in dem die -horst-Orte des östlichen Niedersachsens eingeordnet werden.
Traditionell besteht aufgrund der großen Nähe eine enge Verbindung mit Gravenhorst. So teilten sich beide Orte lange Zeit sowohl eine Kapelle als auch ein Schulhaus. Bis heute schlägt sich dies auch im Vereinswesen nieder. Beide Orte teilen sich sowohl die Freiwillige Feuerwehr, Schützenverein, Sportverein als auch Fördervereine.
Am 1. März 1974 wurde Ohnhorst in die Gemeinde Meine eingegliedert.
Seit der 1000-Jahr-Feier ist das Ortsbild von bunten Schweine-Emblemen geprägt, die an vielen Häusern und Zäunen ausgehängt sind. Das Symbol verweist auf die im Dorf betriebene Schweinezucht. Einer der örtlichen Schweinezuchtbetriebe ist mittlerweile ausgelagert worden und betreibt seine Tätigkeit jetzt in einer neu errichteten Halle ca. 500 Meter südlich von Ohnhorst.